# فيفيانا بولو-هوبي
فيفيانا بولو-هوبي (من مواليد 4 ديسمبر 1927 في مالمو - توفي 3 يوليو 2004 في كوبنهاغن)، والتي كانت تعرف في كثير من الأحيان باسم تورن، كانت واحدة من أهم صانعي الفضة في السويد في القرن العشرين ولديها ماجستير في صناعة المجوهرات. هي أول صانعة فضيات نسائية أصبحت معروفة دوليًا. من بين أهم أعمالها ساعة «فيفيانا»، وسوار «موبيوس»، والأقراط والقلائد «ديو دروب».

## حياة مبكرة
نشأت تورون في مالمو مع والدتها النحاتة وأبها المُخطط للمدينة وثلاثة أشقاء أكبر سنًا. كانت عائلتها بأكملها مبدعة: أصبحت أخت شاعرة ونشأ أخوها وأختها الأخرى ليصبحا مهندسين معماريين. بدأ تورون صناعة المجوهرات في سن المراهقة. التحقت بجامعة ستوكهولم للفنون والحرف والتصميم "Konstfackskolan"(أعيد تسميتها لاحقاً Konstfack). وقد أقامت أول معرض لها في سن 21. في عام 1948 سافرت إلى باريس حيث التقت الرسامين بابلو بيكاسو وجورج براك وهنري ماتيس. بعد بضع سنوات، فتحت الاستوديو الخاص بها، مما جعلها أول فضيات نسائية في السويد مع ورشة العمل الخاصة بها.